# Bořice
Bořice (en allemand : Borschitz) est une commune du district de Chrudim, dans la région de Pardubice, en République tchèque. Sa population s'élevait à 181 habitants en 2022.

## Géographie
Bořice se trouve à 3 km au nord-est de Hrochův Týnec, à 10 km à l'est-nord-est de Chrudim, à 13 km au sud-est de Pardubice et à 107 km à l'est-sud-est de Prague.
La commune est limitée par Moravany au nord, par Slepotice à l'est, par Čankovice au sud-est, par Hrochův Týnec au sud et par Dvakačovice à l'ouest.

## Histoire
La première mention écrite de la localité remonte à 1382. Au Moyen Âge, le village se composait d'une forteresse avec un manoir et des vergers, autour desquels se développèrent des bâtiments agricoles et des fermes. Bořice subit les horreurs de la guerre de Trente Ans. Après la fin de la guerre, en 1652, le village comptait un manoir, deux paysans avec un potager, six jardiniers et six fermes abandonnées. En 1790, il y avait 28 maisons à Bořice et en 1933, on en compta 63 avec 368 habitants.
En 1880, Bořice devint une commune distincte, après avoir fait partie de Hrochův Týnec. En 1910, lorsque Bořice et Podbor furent réunies en une seule commune, il y avait 81 maisons et 469 habitants. 
Une école municipale à classe unique fut construite dans le village en 1905. Une seconde classe fut ajoutée au début de la Première Guerre mondiale en 1914. L'école ferma en 1961 et les enfants furent scolarisés à Hrochov Týnec. 
La Seconde Guerre mondiale épargna le village. Après la guerre, un mémorial fut érigé à Podbor sur la tombe d'un soldat inconnu de l'Armée rouge.

## Galerie

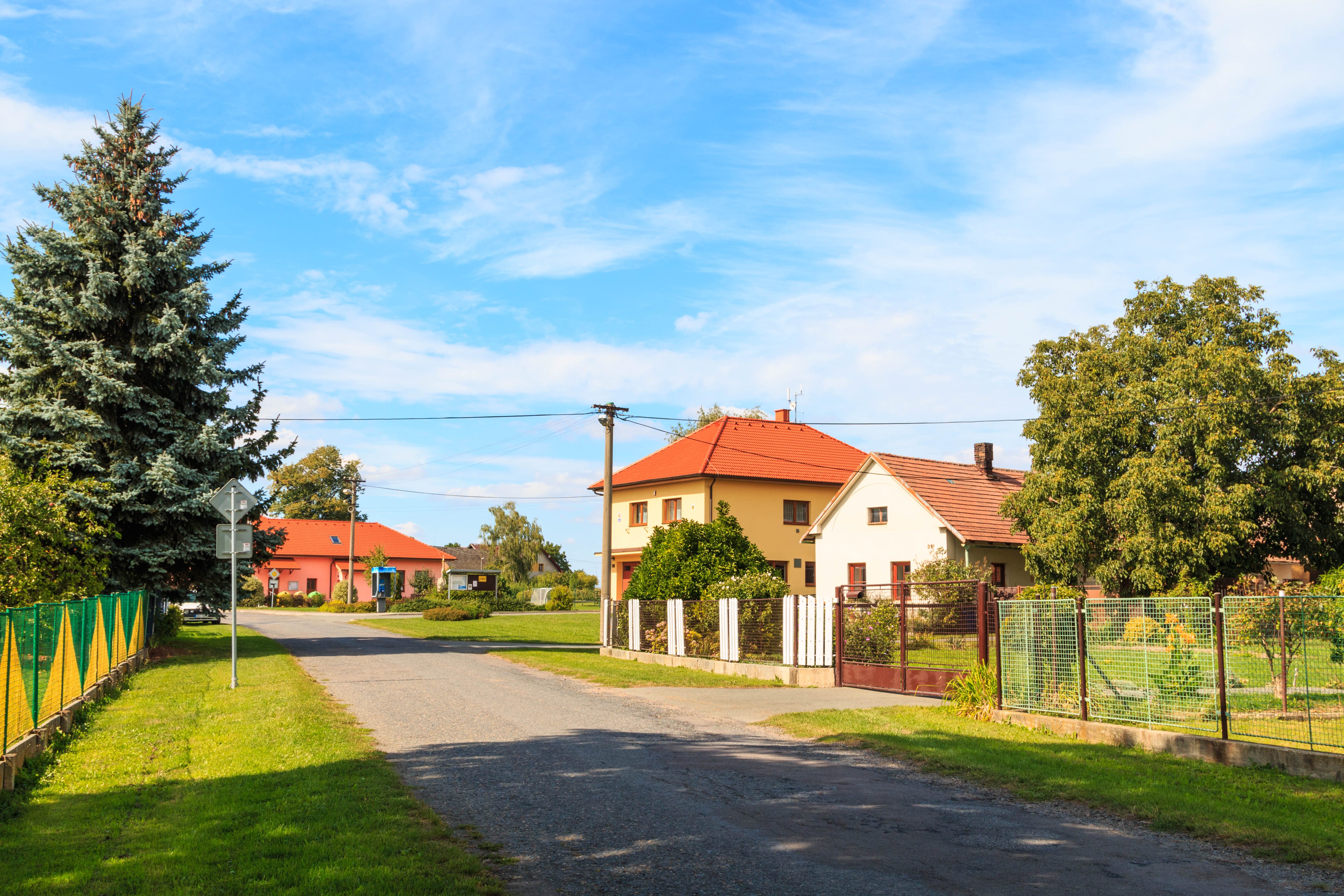
Une rue de Bořice.
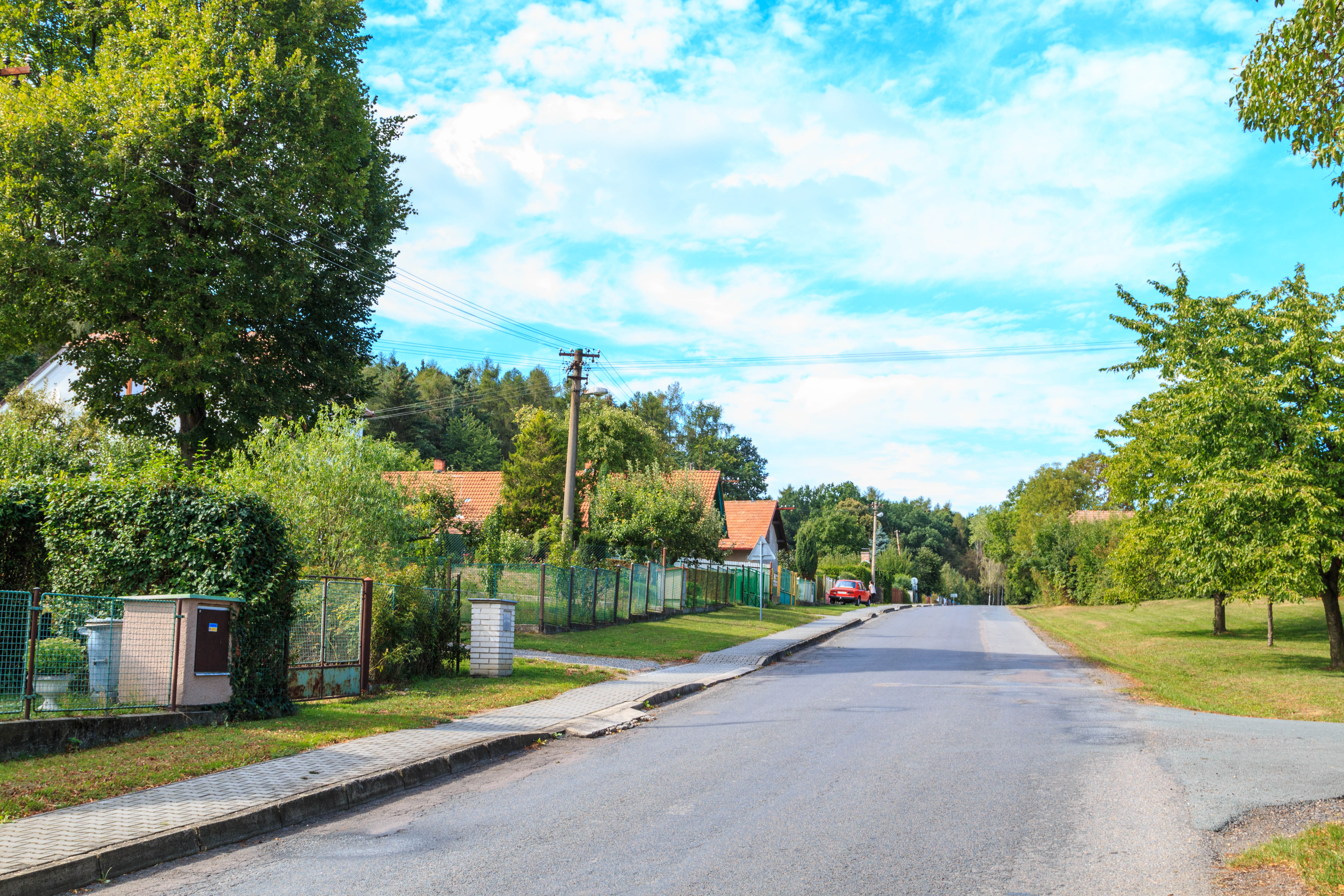
Une rue de Podbor.

## Transports
Par la route, Bořice se trouve à 3 km de Hrochův Týnec, à 12 km de Chrudim, à 16 km de Pardubice et à 134 km de Prague. 